# Rx Bandits
Rx Bandits est un groupe de ska punk américain, originaire de Seal Beach, en Californie. Il émerge de la troisième vague ska. Le groupe est formé en 1995 dans le Comté d'Orange. Petit à petit, le groupe s'est détaché du ska et du ska punk pour évoluer vers des sonorités plus rock progressif.

## Biographie
RX Bandits est formé en 1995 à Seal Beach par le chanteur Matt Embree, le bassiste Franz Worth, les choristes Rich Balling et Noah Gaffney, et le batteur Chris Tsagakis sous le nom de The Pharmaceutical Bandits. Une première démo est apparue en 1997. Peu de temps après, le groupe signe avec Antedete Records et sort son premier album, Those Damn Bandits. De là, ils passentchezà Drive-thru Records, qui sort leur deuxième album, Halfway Between Here and There, sous l'ancien nom. Peu de temps après, cependant, le groupe décide de raccourcir son nom en RX Bandits, et l'album est réédité sous le nouveau nom. Après une tournée en prélude à New Found Glory, Bloodhound Gang et Reel Big Fish, Worth et Gaffney quittent le groupe. Ils recrutent le nouveau bassiste James Salomon, cependant, qui reste seulement pour l'album Progress et est ensuite remplacé par Joseph Troy, qui joue encore aujourd'hui aux RX Bandits